# 水中写真

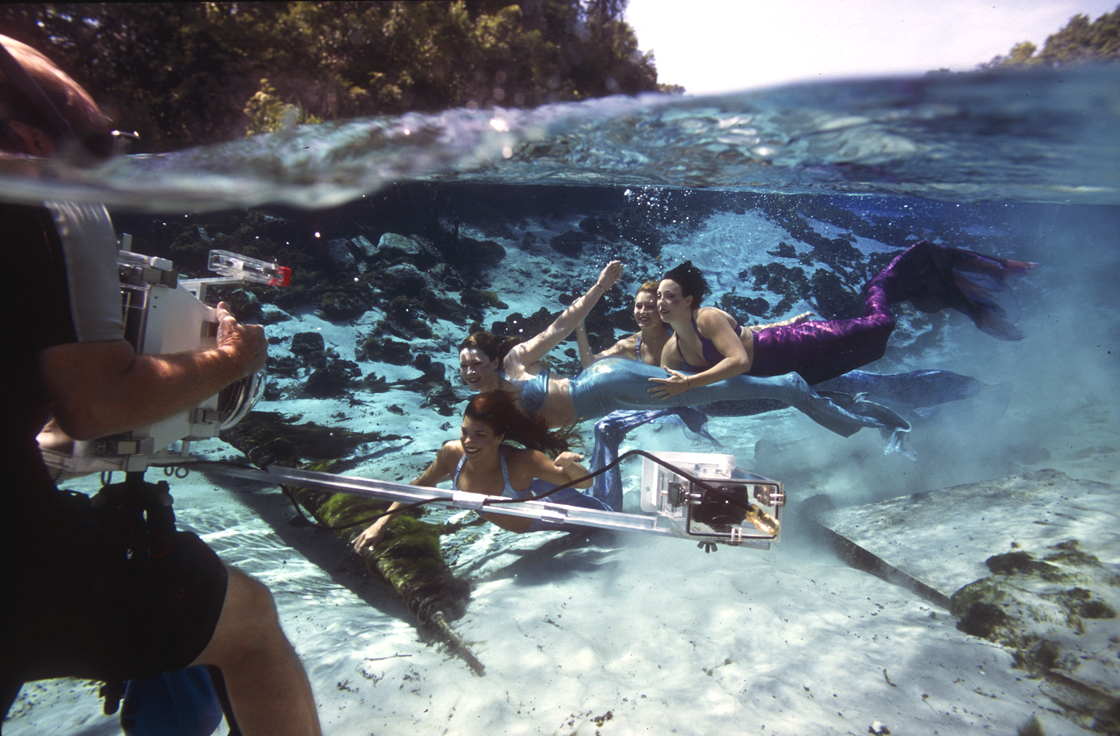
水中写真の撮影風景

水中写真（すいちゅうしゃしん、underwater photography）は水中カメラや防水機能・機構などを付与したカメラを用いて海・川・湖などの水面下を撮影した写真。水面下の撮影の試みは19世紀中ごろより行われており、当初はハウジングと呼ばれる専用の防水ケースに通常カメラを収めて撮影する手法が一般的であった。技術の進歩に伴う安価な水中撮影機材の登場や、レジャーとしてのスキューバダイビングやシュノーケリングの普及とともに広がりを見せ、写真の一分野の地位を築くに至っている。

## 概要
最初に水中写真が撮影されたのは1856年で、イギリスのウィリアム・トンプソンがその嚆矢とされている。1893年にはフランスのルイ・ブータンが地中海沿岸のバニュルス＝シュル＝メールにて水密カメラによる水中写真の撮影を成功させた。ドイツのスポーツダイバー協会（VDST）が主催する水中写真コンテストKamera Louis Boutanは、ルイ・ブータンにちなんで名づけられている。1914年にはイギリスのジョン・アーネスト・ウィリアムソンによって、バハマで撮影された最初の水中映画『Thirty Leagues Under the Sea』が公開された。また、1939年には水中ダイビングのパイオニアとしても知られるオーストリアのハンス・ハスによって、『Diving to Adventure』という初めての水中写真集と呼ばれる本が出版された。1961年にロン・チャーチ、チャック・ニックリンらによって設立されたSDUPS（サン・ディエゴ水中写真協会）は水中での写真・映像撮影に関わる最も古い組織とされている。
なお、日本においては、昭和初期ごろに大日本帝国海軍によってヘルメット潜水による初の水中写真の撮影が行われている。また、静岡県伊東水産試験場長の三浦定之助が1932年8月～9月に陸軍科学研究所が試作した水中カメラを用いて水中写真撮影を伊東で行う。翌年には水深45mでの撮影に成功。
技術的な側面としては、初の水陸両用カメラとして1957年にカリプソが開発されたことにより、ハウジングによる防水手段を施したカメラによる撮影以外の手段も水中写真の撮影に用いられるようになった。その後、カリプソの製造販売権を譲渡された日本光学工業（ニコン）によって1963年にニコノスという商品名で販売がなされた。とくに1984年に発売されたニコノスVは、水深50メールまで使用可能な耐圧構造を持っているにもかかわらず、カメラ本体が防水の役割を持つ防水ケースのないカメラとして小型化に成功している。1992年には水中専用一眼レフカメラとして世界で初めてのオートフォーカス機能を搭載したニコノスRSが発売され、水中写真の描画力の大幅な向上が見られた。

## 撮影手法

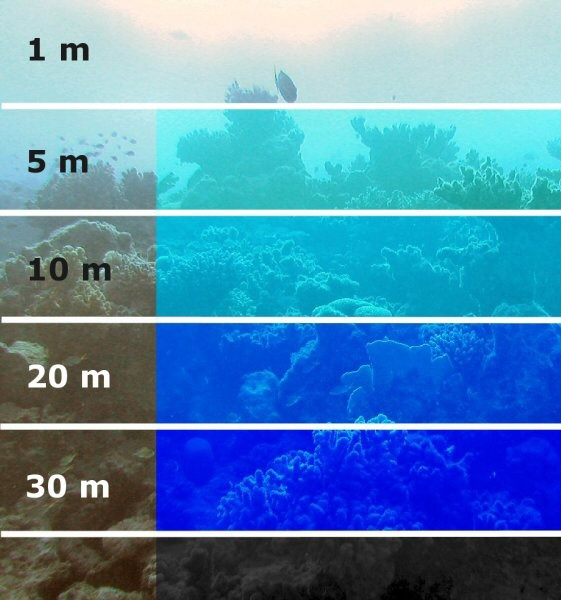
水中における光の吸収

水中と空気中における光の屈折率が異なることから、陸上と同じ感覚で撮影を行うとピンぼけが発生しやすい。この屈折率の違いにより、陸上と比較すると焦点距離がより長く、画角が狭くなり、被写界深度が浅くなる。また、水面が太陽光を反射する影響で深度に比例して減光する。減光の度合いは撮影を行う水の透明度に依拠する。水中の太陽光は空気中よりも吸収されやすく、その色により吸収の度合いが異なるため、もっとも吸収されやすい赤色は水深10メートルを超えるとほとんど感じられなくなり、水深20メートルを超えると青一色となる。そして水深30メートルを超えると青い光も急激に減少していく。
透明度の関係から、被写体に接近して撮影を行う機会が多いためフィッシュアイレンズ（魚眼レンズ）のような広角レンズが頻繁に採用される。

## スポーツとしての水中写真
1958年に設立されたCMAS（世界水中連盟）により、水中スポーツとして水中写真に関する活動が推進されている。
「Underwater photography」（水中写真）はそのまま競技名として用いられている。競技参加者は2日間にわたって同じ範囲内で、指定された題材カテゴリの水中写真をスキューバダイビングによる潜水撮影で撮影し、審判員にカメラを提出、現像された写真は撮影者が分からない状態で公開され、審査委員、一般審査員によって採点するという競技で、1985年にイタリアで第一回世界大会が開かれて以降2年に1度の頻度で開催されている。

## 水中写真の研究活用
近年の通信技術の発達とレジャーとしての人気の高まりを受け、WebサイトやSNS上には膨大な数の水中写真が日々アップロードされている。こうした何百万枚もの写真と、写真に組み込まれた位置情報などを活用し、水中生物の生態調査や新しい種の発見などの研究に役立てる取り組みが推進されている。

## 水中写真家の一覧
- 中村征夫 - 潜水・撮影技術を持つ水中写真家であり、2007年に土門拳賞を受賞した。環境問題などの社会性のあるテーマから海の報道写真家とも呼ばれる[13]。
- ローラン・バレスタ（フランス語版） ‐ シーラカンスを最初に撮影した水中カメラマンである[14]。ハタ科の魚たちの生殖シーン撮影により、ロンドン自然史博物館が選ぶ2021年野生動物写真家大賞（英語版）を受賞[15]。